# Four à pain de Coubladour
Le four à pain de Coubladour est un four à pain situé en France sur la commune de Loudes, dans la région Auvergne-Rhône-Alpes.

## Localisation
Le four à pain est situé dans le département français de la Haute-Loire, sur la commune de Loudes, dans l'ancienne région administrative d'Auvergne.

## Description
Cet édifice de petite taille, emblématique du patrimoine rural, représente un exemple typique de la construction autrefois indispensable à la vie des villages. Ce four revêt surtout un intérêt ethnologique. L'entrée se fait par une porte encadrée de pierre de taille. À l'intérieur, des dalles de basalte, disposées contre les murs, servent de tables de préparation. La sole du four est pavée de lave volcanique. La clé de voûte présente une coupole en lave d'un diamètre de un mètre quatre-vingts.

## Protection
Le four à pain est inscrit au titre des monuments historiques par arrêté du 10 septembre 1990.